# エンテロコッカス属
エンテロコッカス属（Enterococcus）は、フィルミクテス門に属する乳酸菌の大きな属であり、腸球菌に含まれる。エンテロコッカス属はグラム陽性の球菌であり、しばしば双球菌（diplococcus ）または短い連鎖の形状を示し、外見のみで連鎖球菌と区別することは困難である。ヒトの腸内では、E. faecalis（90-95％）とE. faecium（5-10％）の2種が腸内で一般的に片利共生している。感染を起こすまれな種は、E. casseliflavus、E. gallinarum及びE. raffinosusを含む腸内細菌以外の種である。

## 生理学と分類
エンテロコッカス属は、通性嫌気性生物であり 、すなわち、それらは酸素存在環境下及び無酸素環境下の両方において細胞呼吸が可能である。エンテロコッカス属は、芽胞を形成することはできないが、極端な温度（10-45℃）、pH（4.5-10.0）及び高食塩濃度の広範な環境条件に耐性がある。
エンテロコッカス属は、一般的にはヒツジの血液寒天培地上でγ-溶血を示す。

### 歴史
ゲノムDNA分析により別個の属分類が適切であることが示されて1984年までにいくつかのエンテロコッカス属（ ギリシャ語のέντερο、éntero、"intestine"及びκοκκος、coccos、"granule"）の種が ストレプトコッカス属のD groupとして分類された。

## 病理
エンテロコッカス属によって引き起こされる重要な臨床的感染には、尿路感染症、菌血症、細菌性心内膜炎、大腸憩室症の憩室炎及び髄膜炎が含まれる。これらの細菌の抗生物質感受性株は、アンピシリン、ペニシリン及びバンコマイシンで処置することができる.。尿路感染症は、バンコマイシン耐性菌の場合でも、ニトロフラントイン（nitrofurantoin）で治療することができる。
医学的観点からは、この属の重要な特徴は、内因性抗生物質耐性のレベルが高いことである。 いくつかのエンテロコッカス属の菌は、β-ラクタム系抗生物質（ペニシリン、セファロスポリン、カルバペネム）並びに多くのアミノグリコシドに対して本質的に耐性である。ここ20年間、特に入院患者の院内感染、特に米国において、バンコマイシンに耐性のある腸球菌の毒性株（バンコマイシン耐性腸球菌（VRE））が出現した。英国のような他の先進国はこの流行を免れ、2005年にシンガポールはVREの流行を止めることができた。VREは、キヌプリスチン（quinupristin）/ダルホプリスチン（dalfopristin）（Synercid）で約70％の率で治療することができる。チゲサイクリン（Tigecycline）は、リファンピシンと同様にエンテロコッカス属に対する活性を有することも示されている。 
腸球菌髄膜炎は神経外科手術の稀な合併症である。静脈内または髄腔内のバンコマイシンによる治療が必要な場合があるが、その使用が予後にどのような影響を与えるかについては議論の余地がある。これらの深刻な感染の管理には、神経部位の除去が不可欠である。 新たな疫学的証拠によれば、エンテロコッカス属は慢性細菌性前立腺炎の主要な感染性因子であることが示されている。エンテロコッカス属は前立腺にバイオフィルムを形成することができ、その根絶は困難である。

## 水質
許容される水域での汚染レベルは非常に低い。例えば、ハワイ州と米国のほとんどの州では、その海水浴の制限は、5週間の幾何平均で海水100ml当たり35コロニー形成単位を超えた場合であり、その場合、米国当局は海に入るべきでないことを警告している。2004年に、エンテロコッカス属は公共の海水浴場と淡水ビーチの水質の新しい米国連邦基準として大腸菌群の代わりの指標になった。これは、都市下水によく見られる多くのヒト病原体や大腸菌群よりも高い相関性を提供すると考えられている。